# Lijst van nummer 1-hits in Duitsland in 2005
Deze hits stonden in 2005 op nummer 1 in de Musikmarkt Top 100, de bekendste hitlijst in Duitsland.
| Datum        | Artiest                           | Titel                         |
| ------------ | --------------------------------- | ----------------------------- |
| 7 januari    | Schnappi                          | Schnappi, das kleine Krokodil |
| 14 januari   | Schnappi                          | Schnappi, das kleine Krokodil |
| 21 januari   | Schnappi                          | Schnappi, das kleine Krokodil |
| 28 januari   | Schnappi                          | Schnappi, das kleine Krokodil |
| 4 februari   | Schnappi                          | Schnappi, das kleine Krokodil |
| 11 februari  | Schnappi                          | Schnappi, das kleine Krokodil |
| 18 februari  | Schnappi                          | Schnappi, das kleine Krokodil |
| 25 februari  | Schnappi                          | Schnappi, das kleine Krokodil |
| 4 maart      | Schnappi                          | Schnappi, das kleine Krokodil |
| 11 maart     | Nena                              | Liebe ist                     |
| 18 maart     | Sarah Connor                      | From Zero to Hero             |
| 25 maart     | Nena                              | Liebe ist                     |
| 1 april      | Sarah Connor                      | From Zero to Hero             |
| 8 april      | Sarah Connor                      | From Zero to Hero             |
| 15 april     | Mario                             | Let Me Love You               |
| 22 april     | 50 Cent & Olivia                  | Candy Shop                    |
| 29 april     | 50 Cent & Olivia                  | Candy Shop                    |
| 6 mei        | 50 Cent & Olivia                  | Candy Shop                    |
| 13 mei       | Ch!pz                             | Cowboy                        |
| 20 mei       | Ch!pz                             | Cowboy                        |
| 27 mei       | Akon                              | Lonely                        |
| 3 juni       | Akon                              | Lonely                        |
| 10 juni      | Akon                              | Lonely                        |
| 17 juni      | Akon                              | Lonely                        |
| 24 juni      | Akon                              | Lonely                        |
| 1 juli       | Akon                              | Lonely                        |
| 8 juli       | Akon                              | Lonely                        |
| 15 juli      | Akon                              | Lonely                        |
| 22 juli      | US5                               | Maria                         |
| 29 juli      | US5                               | Maria                         |
| 5 augustus   | US5                               | Maria                         |
| 12 augustus  | US5                               | Maria                         |
| 19 augustus  | Juanes                            | La camisa negra               |
| 26 augustus  | Tokio Hotel                       | Durch den Monsun              |
| 2 september  | Tokio Hotel                       | Durch den Monsun              |
| 9 september  | Tokio Hotel                       | Durch den Monsun              |
| 16 september | Tokio Hotel                       | Durch den Monsun              |
| 23 september | Tokio Hotel                       | Durch den Monsun              |
| 30 september | The Pussycat Dolls & Busta Rhymes | Don't Cha                     |
| 7 oktober    | The Pussycat Dolls & Busta Rhymes | Don't Cha                     |
| 14 oktober   | Robbie Williams                   | Tripping                      |
| 21 oktober   | Robbie Williams                   | Tripping                      |
| 28 oktober   | Robbie Williams                   | Tripping                      |
| 4 november   | Melanie C                         | First Day of My Life          |
| 11 november  | Melanie C                         | First Day of My Life          |
| 18 november  | Madonna                           | Hung Up                       |
| 25 november  | Madonna                           | Hung Up                       |
| 2 december   | Madonna                           | Hung Up                       |
| 9 december   | Madonna                           | Hung Up                       |
| 16 december  | Madonna                           | Hung Up                       |
| 23 december  | Madonna                           | Hung Up                       |
| 30 december  | Madonna                           | Hung Up                       |